# Deutsch-Polnisches Jugendwerk
Das Deutsch-Polnische Jugendwerk (kurz DPJW; polnisch Polsko-Niemiecka Współpraca Młodzieży, kurz PNWM) ist eine internationale Organisation, die 1991 von den Regierungen von Deutschland und Polen gegründet wurde. Seine Aufgabe ist es, die Kontakte von Jugendlichen beider Länder zu fördern und so das gegenseitige Kennenlernen und Verstehen zu unterstützen. Die Teilnahme von Jugendlichen aus einem weiteren Land ist dabei möglich. Das DPJW wird durch Regierungsbeiträge beider Länder finanziert. Auf deutscher Seite hat das Bundesministerium für Familie, Senioren, Frauen und Jugend die Federführung, auf polnischer Seite das Ministerium für Bildung (Ministerstwo Edukacji Narodowej, MEN).

## Geschichte
Das Abkommen über die Gründung des Deutsch-Polnischen Jugendwerks wurde am 17. Juni 1991 unterzeichnet, zeitgleich mit der Unterzeichnung des Vertrags über gute Nachbarschaft und freundschaftliche Zusammenarbeit. Die Initiative zur Gründung hatten der damalige deutsche Bundeskanzler Helmut Kohl und sein polnischer Amtskollege Tadeusz Mazowiecki, der erste nicht-kommunistische Premierminister Polens, ergriffen. Seine Arbeit nahm das DPJW am 1. Januar 1993 mit je einem Büro in Potsdam und in Warschau auf.
Seit Bestehen des Jugendwerks wurden rund 80.000 Projekte realisiert, an denen über drei Millionen junge Menschen teilgenommen haben (Stand: Juli 2021). Vor dem Beginn der Corona-Pandemie hat das DPJW jährlich bis zu 2.500 Projekte mit bis zu 100.000 Jugendlichen aus Deutschland und Polen gefördert. Den Beitrag des deutsch-polnischen Jugendaustauschs zu guten nachbarschaftlichen Beziehungen und zur europäischen Integration unterstützen seit 2010 der deutsche Bundespräsident und der polnische Staatspräsident durch ihre gemeinsame Schirmherrschaft über das DPJW.

## Über die Organisation
Das Deutsch-Polnische Jugendwerk hat ein Büro in Potsdam und eins in Warschau, die aktuell von einem deutschen Geschäftsführer und einer polnischen Geschäftsführerin geleitet werden. Die Mitarbeiter beider Büros arbeiten in gemischtnationalen Teams zusammen und sprechen beide Sprachen. Die Aufgabenteilung erfolgt inhaltlich und nicht nach nationalen Zuständigkeiten. Das Förderreferat des Potsdamer Büros ist für außerschulischen Jugendaustausch und Sport verantwortlich, das Förderreferat des Warschauer Büros für schulischen Austausch. Derzeit sind auf 28 Vollzeitstellen insgesamt 36 Mitarbeiter beim DPJW beschäftigt.
Das Deutsch-Polnische Jugendwerk arbeitet eng mit anderen Einrichtungen der Jugendarbeit in Deutschland und Polen zusammen. So erfolgt bei der Bearbeitung der eingereichten Förderanträge eine Aufgabenteilung mit den so genannten Zentralstellen – eigenständigen Organisationen und Vereinen, die im Auftrag des DPJW Fördermittel vergeben und die Organisatoren von Projekten beraten. Das DPJW steht mit den Zentralstellen in einem fortwährenden partnerschaftlichen Austausch.
Aufsichtsgremium des Jugendwerks ist der Deutsch-Polnische Jugendrat. Vorsitzende sind auf deutscher Seite die Bundesministerin für Familie, Senioren, Frauen und Jugend Lisa Paus, auf polnischer die Ministerin für Bildung Barbara Nowacka. Der Deutsch-Polnische Jugendrat setzt sich aus 24 Personen zusammen, je zwölf pro Land. Jeweils sechs Sitze besetzen Vertreter von Ministerien und Regierungsinstitutionen aus Deutschland und Polen. Nichtstaatliche Einrichtungen, die sich mit Jugendarbeit und/oder internationalen Beziehungen befassen, sind je Land mit sechs Sitzen im Jugendrat vertreten.

## Aufgaben
„Das Deutsch-Polnische Jugendwerk hat die Aufgabe, das gegenseitige Kennenlernen, das gegenseitige Verstehen und das enge Zusammenwirken der Jugend Deutschlands und Polens in jeder Weise zu fördern.“
Konkret bedeutet dies, dass das DPJW Zuschüsse für deutsch-polnische Jugendbegegnungen und solche mit einem Partner aus einem dritten Land gewährt. Gleichzeitig unterstützt es die Organisatoren der Begegnungen durch Beratung, Informationen, Publikationen, Weiterbildungen oder bei der Suche nach einem Projektpartner. Sein Beratungs- und Fortbildungs-Angebot stellt das DPJW seit 2020 in Reaktion auf die Corona-Pandemie auch online zur Verfügung. Die finanzielle Förderung des DPJW ist nicht an bestimmte Themen, Veranstaltungsformen oder pädagogische Konzepte gebunden. Wichtig ist vielmehr die authentische Begegnung der Jugendlichen, das gemeinsame Erleben, Lernen und Handeln. So können die Jugendlichen sich kennenlernen, Empathie füreinander entwickeln und Freundschaften schließen.

## Arbeitsschwerpunkte
Ergänzend zu seiner Aufgabe als Förderinstitution für ein breites Spektrum von Einrichtungen und Projektthemen hat das Deutsch-Polnische Jugendwerk eine Reihe Förderprogramme eingerichtet, bei denen bestimmte Themen oder Zielgruppen im Fokus stehen.
Wege zur Erinnerung
Mit dem Programm „Wege zur Erinnerung“ fördert das Deutsch-Polnische Jugendwerk deutsch-polnische oder trilaterale Projekte, die sich mit dem Themenfeld Nationalsozialismus beschäftigten. Das Programm ermöglicht gemeinsame Projekte an Gedenkstätten oder Erinnerungsorten, aber auch die intensive Auseinandersetzung mit dem Thema Nationalsozialismus sowie die Zusammenarbeit mit hierauf spezialisierten Bildungseinrichtungen. In Kooperation mit den Arolsen Archives führt das DPJW innerhalb von „Wege zur Erinnerung“ die Kampagne #stolenmemor durch. Hierbei beteiligen sich Jugendgruppen daran, Angehörige von Opfern des Nationalsozialismus zu recherchieren, um ihnen persönliche Besitzgegenstände ihrer Familienmitglieder zurückzugeben, die in den Arolsen Archives aufbewahrt werden.
Zusammen kommen wir weiter. Jetzt beruflich
Im Rahmen des Programms unterstützt das Deutsch-Polnische Jugendwerk Kooperationen von Bildungsstätten sowie Förder-, Haupt- und Realschulen. Seit 2018 geht es vorrangig um berufliche Orientierung: Jugendliche können bei Jugendbegegnungen erste internationale Erfahrungen gewinnen und ein Praktikum im Nachbarland machen.
Experiment Austausch
Über das Programm „Experiment Austausch“ regt das DPJW an, Mathematik, Informatik, Naturwissenschaften und Technik (MINT) zum Thema einer internationalen Jugendbegegnung zu machen. Ziel ist es, dass die Jugendlichen durch digitale Selbständigkeit, forschendes und entdeckendes Lernen ein besseres Verständnis der Welt von heute erhalten und eigene Visionen für die Welt von morgen entwickeln.
Sprache im Jugendaustausch
Da Verständigung bei internationalen Jugendbegegnungen ein zentrales Anliegen ist, fördert das Deutsch-Polnische Jugendwerk das Erlernen geeigneter Methoden und Spiele, mit denen diese leichter gelingt. Hierzu veranstaltet das DPJW regelmäßig Fortbildungen zu Sprachanimation („Zip-Zap“), gibt Publikationen heraus und bildet Sprachanimations-Trainer weiter.
Trilaterale Projekte und Östliche Partnerschaft
Das Deutsch-Polnische Jugendwerk fördert vor allem binationale Begegnungen zwischen Jugendlichen aus Deutschland und Polen. Sie machen 90 % der Bewilligungen aus. Darüber hinaus fördert das DPJW auch trinationale Projekte mit Ländern wie der Ukraine, Tschechien oder Frankreich. In Kooperation mit dem Auswärtigen Amt unterstützt das DPJW den Ausbau der Zusammenarbeit mit der Zivilgesellschaft in Ländern der Östlichen Partnerschaft und Russland. Es können trilaterale Projekte mit Armenien, Aserbaidschan, Belarus, Georgien, der Republik Moldau, der Ukraine oder Russland in Deutschland oder dem Drittland finanziell unterstützt werden, genauso aber auch Veranstaltungen zur Unterstützung einer partnerschaftlichen Zusammenarbeit der beteiligten Länder.
Themenschwerpunkte und Deutsch-Polnischer Jugendpreis
Jeweils für einen Zeitraum von drei Jahren beschließt der Deutsch-Polnische Jugendrat einen inhaltlichen Themenschwerpunkt für die Arbeit des Deutsch-Polnischen Jugendwerks, zu dem das DPJW spezielle Veranstaltungen anbietet. Darüber hinaus wird zu dem Thema auch der Deutsch-Polnische Jugendpreis ausgeschrieben, um den sich Schulen und außerschulische Einrichtungen gemeinsam mit ihrem Projektpartner aus dem Nachbarland bewerben können. Bisherige Themenschwerpunkte und Ausschreibungen:
- Bei mir und bei dir: Jugendaustausch lokal (2021–2023)
- Vielfalt (2017–2019) / Thema des Jugendpreises: Gemeinsam in Europa. Ein Ziel.
- Berufliche Perspektiven (2014–2016) / Thema des Jugendpreises: changes/chances@work
- Bildung für nachhaltige Entwicklung (2011–2013) / Thema des Jugendpreises: Treffpunkt übermorgen

Auch vor 2011 wurde alle drei Jahre der Deutsch-Polnische Jugendpreis vergeben, jedoch war er nicht in einen Themenschwerpunkt eingebunden, der die gesamte Arbeit des DPJW umfasste. Der Jugendpreis wurde zu folgenden Themen ausgeschrieben:
- Erinnerung bewahren (2008–2010)
- JugendMitVerantwortung (2005–2007)
- Deutsche und Polen gemeinsam in Europa (2002–2004)

## Zahlen und Fakten
Dem Deutsch-Polnischen Jugendwerk steht für seine Arbeit ein Haushalt in Höhe von 11,5 Millionen Euro (2020) zur Verfügung. Dieser setzt sich aus Mitteln des Bundesministeriums für Familie, Senioren, Frauen und Jugend, des polnischen Ministeriums für Bildung und Wissenschaft und aus Drittmitteln zusammen. Insgesamt hat das Deutsch-Polnische Jugendwerk bisher rund 80.000 deutsch-polnische bzw. trilaterale Projekte finanziell unterstützt, an denen gut drei Millionen (Stand: Juli 2021) Jugendliche teilgenommen haben. Vor Beginn der Corona-Pandemie hat das DPJW jährlich bis zu 2.500 Projekte mit bis zu 100.000 Jugendlichen gefördert. Besonders stark vertreten sind Jugendliche aus den Bundesländern Brandenburg, Nordrhein-Westfalen und Niedersachsen sowie auf polnischer Seite aus den Woiwodschaften Niederschlesien, Kleinpolen, Westpommern und Lebuser Land.

## Kooperationspartner
Das Deutsch-Polnische Jugendwerk arbeitet eng mit sog. Zentralstellen zusammen (siehe „Über die Organisation“). Weitere Partner sind Einrichtungen der deutsch-polnischen Zusammenarbeit, Fördereinrichtungen der internationalen und bilateralen Jugendarbeit (Deutsch-Französisches Jugendwerk, Deutsch-Griechisches Jugendwerk, Stiftung Deutsch-Russischer Jugendaustausch, Tandem – Koordinierungszentrum Deutsch-Tschechischer Jugendaustausch, ConAct – Koordinierungszentrum Deutsch-Israelischer Jugendaustausch, Jugend für Europa – Nationalagentur für das EU-Programm Jugend in Aktion, IJAB – Fachstelle für internationale Jugendarbeit der Bundesrepublik Deutschland e. V.), sowie Bundesländer, die Euroregionen, Ministerien, Stiftungen, wissenschaftliche Einrichtungen und Unternehmen. Das Deutsch-Polnische Jugendwerk gehört zu den Mitbegründern der Initiative „Austausch macht Schule“, mit der seit 2013 für eine nachhaltige Verankerung von Jugendaustausch im deutschen Bildungssystem geworben wird. Seit 2019 setzt sich das DPJW mit der Kampagne „Szkoła żyje wymianą“ in Polen für eine Internationalisierung des Anliegens im deutsch-polnischen Kontext ein. Hierbei arbeitet es mit der polnischen Stiftung zur Entwicklung des Bildungssystems Fundacja Rozwoju Systemu Edukacji zusammen.

## Auszeichnungen
- 2016: Goldene Brücke des Dialogs des Hauses der Deutsch-Polnischen Zusammenarbeit und des Marschallamts der Woiwodschaft Oppeln
- 2012: Richeza-Preis des Landes Nordrhein-Westfalen
- 2007: Dialog-Preis des Bundesverbands der Deutsch-Polnischen Gesellschaften
- 2007: Adam-Mickiewicz-Preis für Versöhnung und Zusammenarbeit in Europa (zusammen mit dem Deutsch-Französischen Jugendwerk)
- 2004: Carlo-Schmid-Preis der Carlo-Schmid-Stiftung (zusammen mit dem Deutsch-Französischen Jugendwerk)
- 2024: Jugendpreis des Internationalen Preises des Westfälischen Friedens[9]